# Matthias Weller

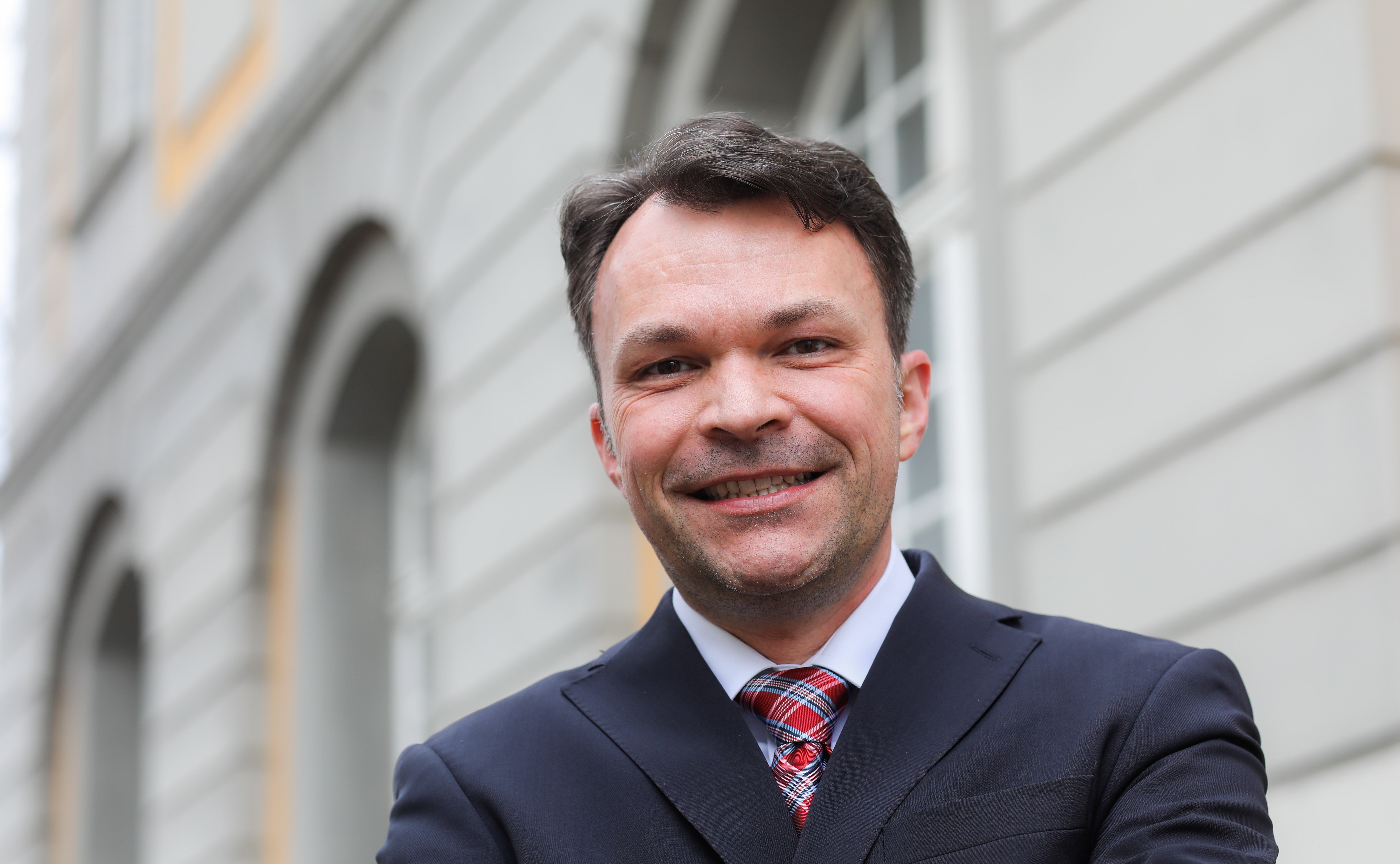

Matthias Weller (* 3. März 1971 in Karlsruhe) ist ein deutscher Rechtswissenschaftler. Er ist Direktor des Instituts für deutsches und internationales Zivilverfahrensrecht sowie Konfliktmanagement und Inhaber der Alfried Krupp von Bohlen und Halbach-Professur für Bürgerliches Recht, Kunst- und Kulturgutschutzrecht an der Rheinischen Friedrich-Wilhelms-Universität Bonn.

## Leben
Weller studierte Jura an den Universitäten Heidelberg und Cambridge (St John’s College). Im Anschluss an sein erstes Staatsexamen verbrachte er das akademische Jahr 1998/1999 als Joseph Story Fellow für Internationales Privatrecht an der Harvard Law School. Nach dem Referendariat und dem zweiten Staatsexamen im Jahr 2001 arbeitete er als Associate einer führenden Anwaltskanzlei in Frankfurt am Main. Die von Erik Jayme betreute Promotion erfolgte im Jahr 2004 durch die Ruprecht-Karls-Universität Heidelberg, woraufhin Weller eine Tätigkeit als wissenschaftlicher Assistent am Institut für ausländisches und internationales Privat- und Wirtschaftsrecht der Ruprecht-Karls-Universität Heidelberg bei Thomas Pfeiffer begann. In den Jahren 2008 und 2009 war Weller wissenschaftlicher Mitarbeiter bei RA beim BGH Achim Krämer. 2011 habilitierte er sich mit der Schrift „Persönliche Leistungen“ und wurde auf einen Lehrstuhl für Bürgerliches Recht, Zivilverfahrensrecht und Internationales Privatrecht an der EBS Law School Wiesbaden berufen. An der EBS Law School war Weller zwischenzeitlich Prodekan und Leiter des EBS Law School Research Center for Transnational Commercial Dispute Resolution (TCDR). Im April 2018 wurde Weller schließlich an die Juristische Fakultät der Universität Bonn auf die neu geschaffene Alfried Krupp von Bohlen und Halbach-Professur für Bürgerliches Recht, Kunst- und Kulturgutschutzrecht berufen und ist seitdem Direktor des Instituts für deutsches und internationales Zivilverfahrensrecht sowie Konfliktmanagement.
2024 wurde Weller zum Mitglied der Academia Europaea gewählt.

## Forschung
Wellers Forschungsschwerpunkte liegen im einerseits im Bürgerlichen Recht, Zivilverfahrensrecht sowie im Internationalen Privat- und Zivilverfahrensrecht, andererseits im Kunst- und Kulturgutschutzrecht. Ein Schwerpunkt der Forschung in diesem Bereich ist die Restitution nationalsozialistischer Raubkunst. In diesem Zusammenhang betreibt Weller das Forschungsprojekt „Restatement of Restitution Rules for Nazi-Confiscated Art“.

## Schriften (Auswahl)
- Regulierungsagenturen der Europäischen Union. Rechtliche und integrationspolitische Gesichtspunkte. Speyer 2002, OCLC 51693294.
- Ordre-public-Kontrolle internationaler Gerichtsstandsvereinbarungen im autonomen Zuständigkeitsrecht. Tübingen 2005, ISBN 3-16-148652-8.
- Persönliche Leistungen. Tübingen 2012, ISBN 3-16-151989-2.
- Rethinking EU Cultural Property Law: Towards Private Enforcement. Baden-Baden 2018, ISBN 3-8487-4757-X.